# Generation of Love (песня Masterboy)
«Generation of Love» — песня немецкой группы Masterboy, выпущенная в июне 1995 года и вошедшая в их одноимённый альбом.

## Предыстория
Женский вокал исполняет Трикси Дельгадо. Песня является одним из самых успешных синглов группы с точки зрения позиций в чартах. Она добилась успеха во многих европейских странах, особенно в Финляндии, где она достигла 6-го места, и во Франции, где она достигла 8-го места и оставалась в топ-50 13 недель. Песня также стала хитом в Австрии и Бельгии (Валлонии), где она оставалась в топ-40 в течение 18 недель. В Eurochart Hot 100 «Generation of Love» достигла 35-го места. В 2006 году был выпущен ремикс с участием Freedom Williams и Linda Rocco, но он имел гораздо меньший успех. Он вошла в альбом 2006 года US-Album. В оформлении ремиксов использовалась та же картинка, но с другими цветами (красный, синий, серый).

## Клип
Клип на песню «Generation of Love» был снят Джонатаном Бейтом в Лондоне летом 1995 года.

## Трек-листы
CD макси
1. "Generation of Love" (radio edit – ipanema mix) – 3:38
2. "Generation of Love" (ipanema maxi version) – 5:51
3. "Generation of Love" (radio edit – mondo mix) – 4:08
4. "Generation of Love" (mondo maxi version) – 5:50

1. "Generation of Love" (ipanema maxi version) – 5:51
2. "Generation of Love" (mondo maxi version) – 5:50
3. "Masterboy mega mix" – 7:30

CD макси – Ремиксы
1. "Generation of Love" (generated airplay mix) – 4:06
2. "Generation of Love" (generated mix) – 7:29
3. "Generation of Love" (robotnico acid house mix) – 5:01
4. "Generation of Love" (fly away mix) – 6:02

12" макси
1. "Generation of Love" (mondo maxi version) – 5:50
2. "Generation of Love" (ipanema maxi version) – 5:51

CD-сингл
1. "Generation of Love" (radio edit) – 3:40
2. "Generation of Love" (ipanema maxi version) – 5:51

## Над песней работали
- Музыка: Zabler, Schleh и Obrecht
- Слова: Цаблер, Шлее и Скайуокер
- Издано Session Musikverlag / Warner Chappell
- Продюсер: Masterboy Beat Production, Session Studios Walldorf
- Сведение: Т. Энгельхард и «Masterboy Beat Production».
- Мастеринг: Дж. Куинси Крамер, Polygram Hamburg
- Фотограф: Джулия Малуф
- Дизайн: Гутт

## Чарты
| Chart (1995)                      | Peak position |
| --------------------------------- | ------------- |
| Австрия (Ö3 Austria Top 40)       | 15            |
| Бельгия/Валлония (Ultratop 50)    | 12            |
| Europe (Eurochart Hot 100)        | 35            |
| Finland (Suomen virallinen lista) | 6             |
| Франция (SNEP)                    | 8             |
| Германия (GfK)                    | 16            |
| Швеция (Sverigetopplistan)        | 20            |
| Швейцария (Schweizer Hitparade)   | 19            |

| Chart (1995)                     | Position |
| -------------------------------- | -------- |
| Belgian Singles Chart (Wallonia) | 67       |
| Eurochart Hot 100                | 99       |
| French Singles Chart             | 53       |